# Bethel Acres
La ville de Bethel Acres est située dans le comté de Pottawatomie, dans l’État d’Oklahoma, aux États-Unis. Lors du recensement de 2010, elle comptait 2 895 habitants.

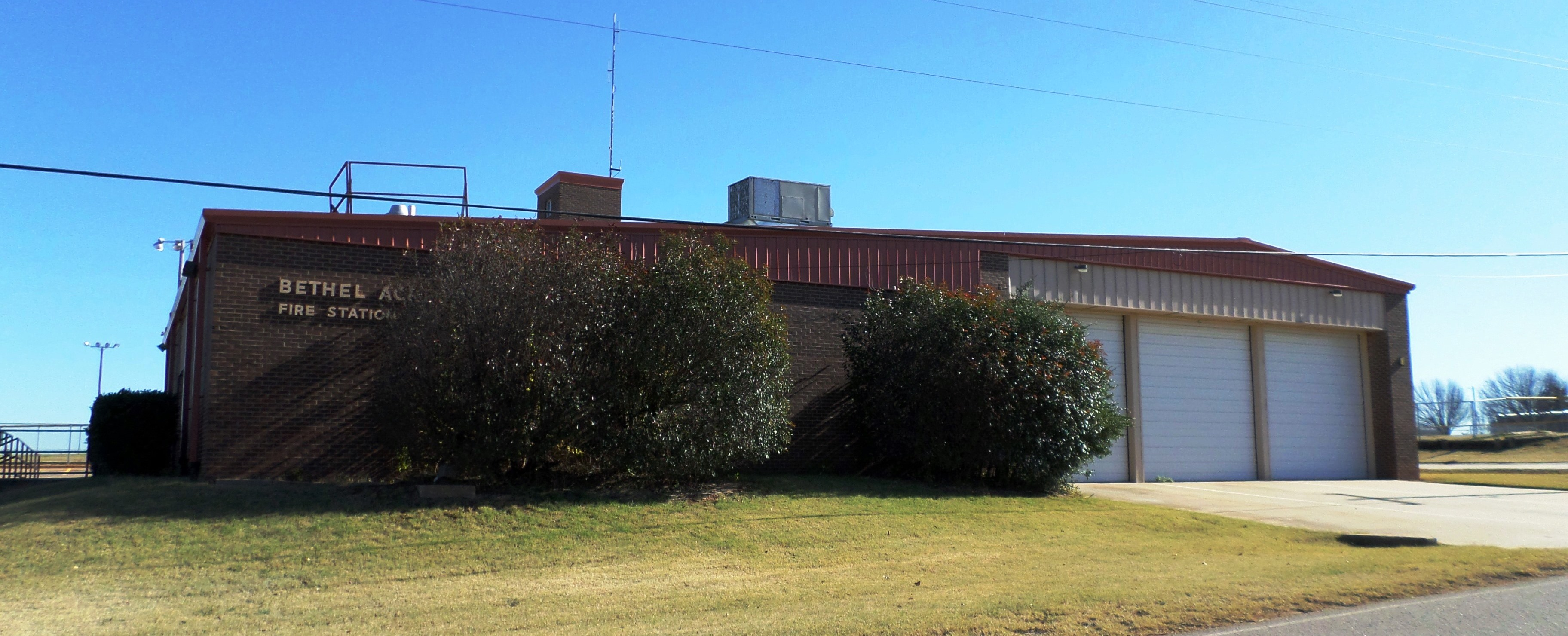
Bâtiment communautaire de Bethel Acres

## Personnalité liée à la ville
Le chanteur de blues Wade Hayes est né à Bethel Acres en 1969.

## Source
- (en) Cet article est partiellement ou en totalité issu de l’article de Wikipédia en anglais intitulé « Bethel Acres, Oklahoma » (voir la liste des auteurs).